# نهمین جشن سینمای ایران
نهمین دوره جشن خانه سینمای ایران شهریور ماه ۱۳۸۴ در تالار وحدت برگزار شد.

## تعداد نامزدها و برنده‌ها
فیلمهایی که در چند رشته کاندیدای دریافت تندیس بودند:
| خیلی دور، خیلی نزدیک | ۱۳ |
| دوئل                 | ۱۰ |
| ما همه خوبیم         | ۸  |
| طبل بزرگ زیر پای چپ  | ۶  |
| بید مجنون            | ۵  |
| جایی برای زندگی      | ۵  |
| ماهی‌ها عاشق می‌شوند   | ۵  |
| کافه ترانزیت         | ۴  |
| زن زیادی             | ۴  |
| گیلانه               | ۴  |
| بیدار شو آرزو        | ۳  |
| پشت پرده مه          | ۳  |

فیلمهایی که موفق به دریافت چند تندیس شدند:
| خیلی دور، خیلی نزدیک | ۸ |
| دوئل                 | ۴ |
| کافه ترانزیت         | ۲ |

## جوایز[۱][۲][۳]
| تندیس بهترين فيلم - رضا میرکریمی – خیلی دور، خیلی نزدیک - امیر سمواتی، بهروز هاشمیان – کافه ترانزیت - سعید سعدی – گیلانه - محمدرضا تختکشیان – ما همه خوبیم - تقی علیقلی‌زاده، حسن رجبعلی‌بنا – دوئل                                                                                                   | تندیس ویژه انجمن منتقدان و نویسندگان سینمایی - خیلی دور، خیلی نزدیک به کارگردانی رضا میرکریمی - بیدار شو آرزو به کارگردانی کیانوش عیاری - پشت پرده مه به کارگردانی پرویز شیخ‌طادی - ما همه خوبیم به کارگردانی بیژن میرباقری - ماهی‌ها عاشق می‌شوند به کارگردانی علی رفیعی |
| تندیس بهترين کارگردانی - رضا میرکریمی – خیلی دور، خیلی نزدیک - سیامک شایقی – باغ فردوس، پنج بعد از ظهر - کیانوش عیاری – بیدار شو آرزو - بیژن میرباقری – ما همه خوبیم - احمدرضا درویش – دوئل | تندیس بهترين فیلمنامه - کامبوزیا پرتوی – کافه ترانزیت - پرویز شیخ‌طادی، حسین یادگاری – پشت پرده مه - رضا میرکریمی، محمدرضا گوهری – خیلی دور، خیلی نزدیک - داریوش مختاری، کاظم معصومی، مسعود صباح – طبل بزرگ زیر پای چپ - مژگان فرح‌آور مقدم – ما همه خوبیم               |
| تندیس بهترين بازیگر زن - فرشته صدرعرفایی – کافه ترانزیت - مریلا زارعی – زن زیادی - فاطمه معتمدآریا – گیلانه - آهو خردمند – ما همه خوبیم - رویا نونهالی – ماهی‌ها عاشق می‌شوند | تندیس بهترين بازیگر مرد - مسعود رایگان – خیلی دور، خیلی نزدیک - پرویز پرستویی – بید مجنون - حسین محجوب – طبل بزرگ زیر پای چپ - حمید فرخ‌نژاد – طبل بزرگ زیر پای چپ - رضا کیانیان – ماهی‌ها عاشق می‌شوند                                                                   |
| تندیس بهترين بازیگر زن نقش مکمل - الهام حمیدی – خیلی دور، خیلی نزدیک - ژاله صامتی – گیلانه - لیلا زارع – ما همه خوبیم - گلشیفته فراهانی – ماهی‌ها عاشق می‌شوند - الناز شاکردوست – مجردها | تندیس بهترين بازیگر مرد نقش مکمل - محسن قاضی‌مرادی – ما همه خوبیم - افشین هاشمی – خیلی دور، خیلی نزدیک - بابک حمیدیان – طبل بزرگ زیر پای چپ - اسماعیل خلج – یک تکه نان - کامبیز دیرباز – دوئل                                                                           |
| تندیس بهترين فيلمبرداری - محمود کلاری – ماهی‌ها عاشق می‌شوند - غلامرضا آزادی – باغ فردوس، پنج بعد از ظهر - حسین جعفریان – جایی برای زندگی - رضا جلالی – جزیره آهنی - حمید خضوعی‌ابیانه – خوابگاه دختران                                                                                                | تندیس بهترين تدوین - مصطفی خرقه‌پوش – دوئل - حسن حسن‌دوست – بید مجنون - بهرام دهقان – خیلی دور، خیلی نزدیک - سهراب میرسپاسی – طبل بزرگ زیر پای چپ - داوود یوسفیان – گیلانه                                                                                               |
| تندیس بهترين موسیقی متن - احمد پژمان – بید مجنون - محمدرضا علیقلی – خیلی دور، خیلی نزدیک - امیر معینی – زن زیادی - مجید انتظامی – دوئل - بابک بیات – به من نگاه کن | تندیس بهترين چهره‌پردازی - محمدرضا قومی – خیلی دور، خیلی نزدیک - سودابه خسروی – رستگاری در هشت و بیست دقیقه - محسن ملکی – گرداب - محسن بابایی – مرثیه برف - مصطفی کامیاب – مرزی برای زندگی                                                                              |
| تندیس بهترین صدابرداری - بهمن بنی‌اردلان – خیلی دور، خیلی نزدیک - بهمن حیدری – خوابگاه دختران - اسحاق خانزادی – زن زیادی - محمود سماک‌باشی – سالاد فصل - عباس رستگارپور – ما همه خوبیم - بهمن بنی‌اردلان – دوئل                                                                                        | تندیس بهترین صداگذاری و میکس - مسعود بهنام، حمید نقیبی – دوئل - محمدرضا دلپاک – بید مجنون - حسین مهدوی – بیدار شو آرزو - پرویز آبنار – جایی برای زندگی - اسحاق خانزادی – مرثیه برف                                                                                     |
| تندیس بهترین طراحی هنری - امیر اثباتی – دوئل - غزاله معتمد، بابک پناهی، پرویز شیخ‌طادی – پشت پرده مه - پروین صفری – جایی برای زندگی - فرهاد فارسی – کافه ترانزیت - امیر اثباتی – خیلی دور، خیلی نزدیک                                                                                                | تندیس بهترین جلوه‌های ویژه - محسن روزبهانی – دوئل - عباس شوقی – پیشنهاد ۵۰ میلیونی - نجف فتاحی – جایی برای زندگی - اصغر پورهاجریان – رستگاری در هشت و بیست دقیقه - داوود رسولیان – زن زیادی - عظیم محمدی – طبل بزرگ زیر پای چپ                                          |
| تندیس افتخار خانه سینما - محمدرضا شجریان - محمدمهدی حیدریان | تندیس بهترین عکس فیلم - بابک برزویه – حکم |
| تندیس بهترین کیفیت لابراتواری در یک فیلم سینمایی - فیلمساز – خیلی دور، خیلی نزدیک - لابراتوار صدا و سیمای جمهوری اسلامی ایران – بید مجنون - لابراتوار صدا و سیمای جمهوری اسلامی ایران – جایی برای زندگی - مرکز خدمات سینمایی صنایع فیلم ایران – مجردها - مرکز خدمات سینمایی صنایع فیلم ایران – دوئل | تندیس بهترین فیلم مستند - مهرداد اسکویی – از پس برقع - سودابه مجاوری – اینانا - مهرداد زاهدیان – حلقه‌های گمشده - محسن استادعلی مخملباف – روز شغال - محمود رحمانی – نفت سفید                                                                                            |
| تندیس بهترین فیلم کوتاه داستانی - مهدی جعفری – کمی بالاتر - نقی نعمتی – خط آزاد - کریم عظیمی – پروانه‌ها در برف می‌میرند - پوپک مظفری – آن - آیدا پناهنده – آن دستها - صفی یزدانیان – قایق‌های من | تندیس بهترین فیلم انیمیشن - امیر سحرخیز – چت ایرونی - رامین امین‌کاظمی، مریم عباس‌پور – رستوران متروک - محمود فخری‌نژاد – ماهی - شیدا زرین‌فام – اتاق جیغ - محمدمعین صمدی – نگهدار پیاده می‌شم                                                                              |